# Cmentarz wojenny w Biskupicach

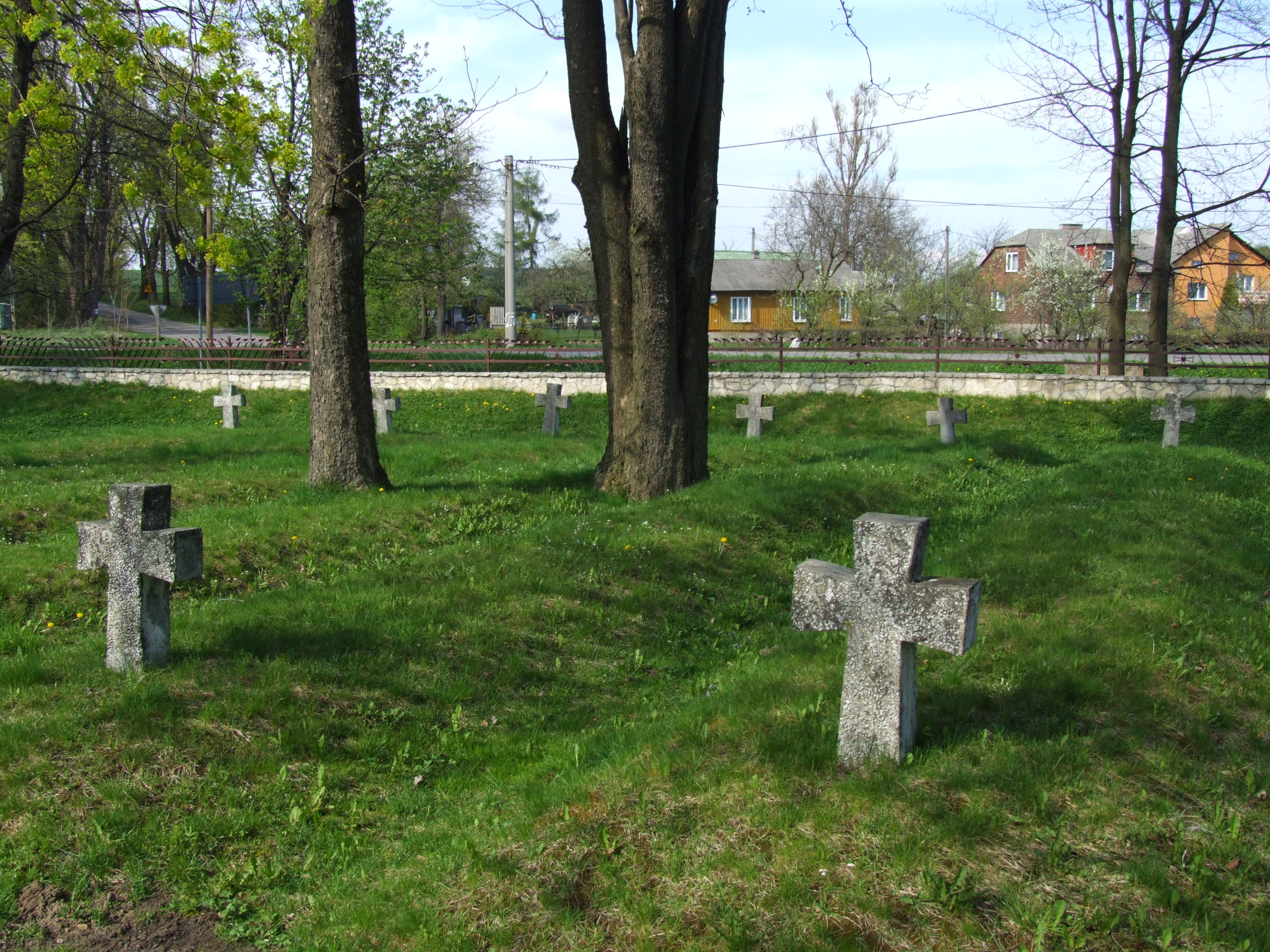
Groby ze współczesnymi krzyżami

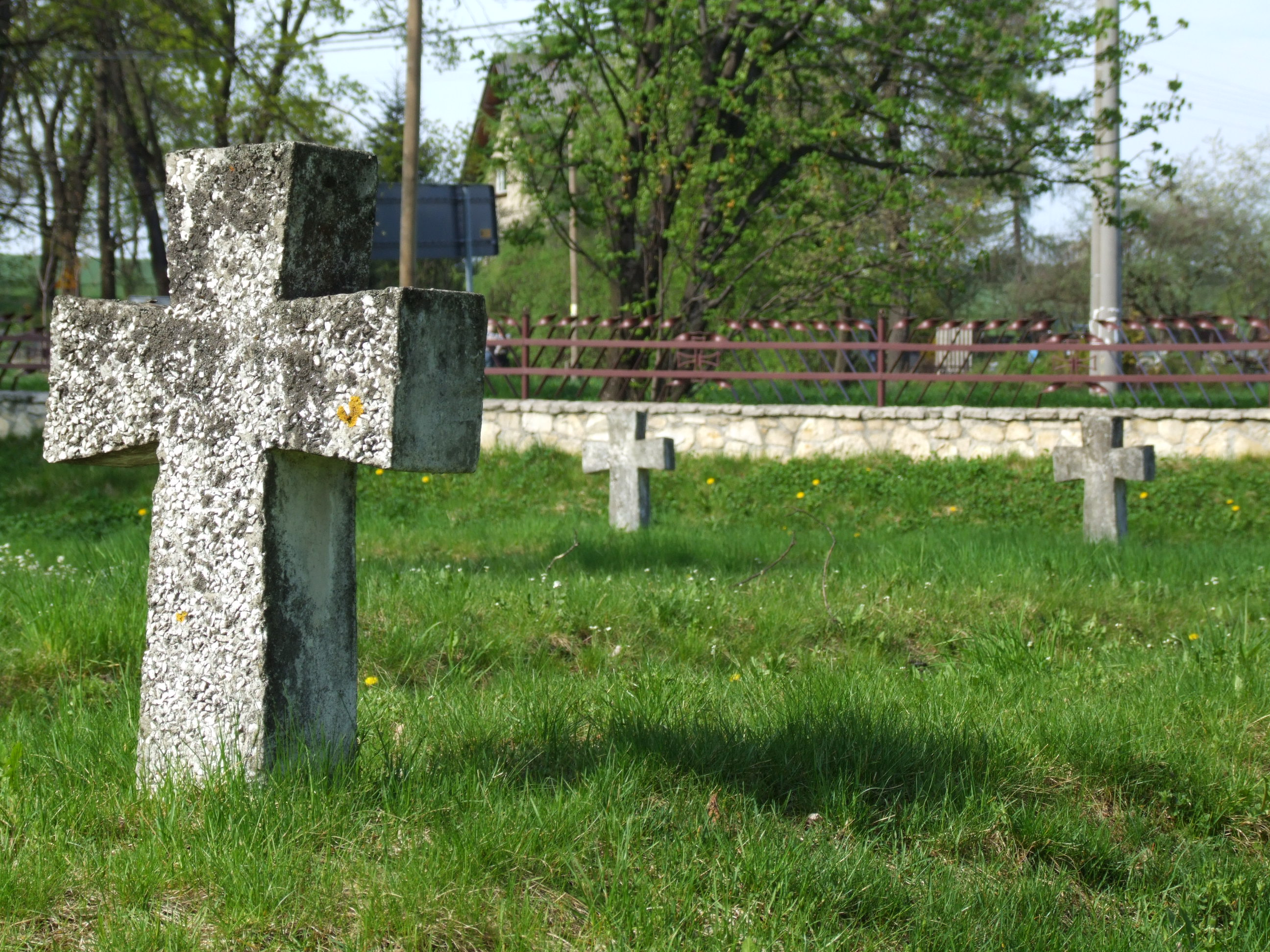

Cmentarz wojenny w Biskupicach – cmentarz z okresu I wojny światowej, znajdujący się w miejscowości Biskupice, obok Pilicy. Pochowano na nim żołnierzy armii austro-węgierskiej i rosyjskiej.
W listopadzie i grudniu 1914 r. w okolicy toczyły się ciężkie walki pomiędzy Austriakami i Rosjanami; pogrzebanych w różnych miejscach żołnierzy obu stron w 1918 r. przeniesiono na nowo utworzony, staraniem władz austriackich, cmentarz wojenny, położony na ziemi wykupionej od Kazimierza Arkuszewskiego. Zgodnie z ówczesnymi założeniami polegli z wrogich sobie armii mogli być pochowani w tym samym miejscu, w symboliczny sposób zrównując się w obliczu śmierci. Znajdowało się tutaj 5 mogił zbiorowych oraz 53 pojedyncze, na których umieszczono drewniane krzyże. Plan cmentarza, wykonany przez Kriegsgraber – Abteilung des K.u.K Kreiskomandes Olkusz (Wydział Grobownictwa C. i K. Komendy Powiatowej w Olkuszu) przedstawiał rozmieszczenie grobów, ich wymiary, mur, fosę i drzewostan. Cmentarz został zaprojektowany przez inżyniera Knella z Lublina.
Nie zachowała się austriacka dokumentacja zawierająca pochowanych w Biskupicach, dlatego informacje o nich są bardzo skąpe. Wiadomo, że przeniesiono tutaj żołnierzy pierwotnie spoczywających w Smoleniu (125 ciał), Sławniowie (120), Strzegowej (110), Złożeńcu (711) oraz prawdopodobnie pochowanych w Pilicy na terenie targowiska miejskiego (około 140). W połowie lat 30. odnotowano, że spoczywa na nim 779 Austriaków i 219 Rosjan, ogółem 998 osób. Później przybyły jeszcze 2 kolejne mogiły zbiorowe, powstałe w wyniku kolejnych akcji komasacyjnych. W tym okresie na cmentarzu znajdowało się jeszcze 35 tabliczek z danymi personalnymi żołnierzy, obecnie zachował się tylko jeden zidentyfikowany nagrobek – austriackiego podporucznika Ernesta Jentkiewicza.
W latach 30. XX w. cmentarz, zachwaszczony i zaniedbany, uporządkowano. Ponownie zrobiono to w 1995 r., powstało wtedy także współczesne ogrodzenie. Ostatni pochówek na cmentarzu odbył się jesienią 2010 r. – spoczął tutaj niezidentyfikowany żołnierz austriacki, ekshumowany we wrześniu z okolic Smolenia.